# Climent XIII
El papa Climent XIII (llatí: Clemens PP. XIII, nascut Carlo della Torre di Rezzonico; Venècia , 7 de març de 1693 – Roma , 2 de febrer de 1769 ) va ser el 248è bisbe de Roma i papa de l'Església catòlica, des de 1758 fins a la seva mort.

## Biografia
Va néixer a Venècia el 7 de març de 1693 de nobles patricis de la Sereníssima: Giovanni Battista della Torre di Rezzonico i Vittoria Barbarigo. Els Rezzonico eren en realitat originaris del poble del mateix nom del llac Como; la seva filial s'havia establert a Venècia el 1640; allà el seu pare i el seu oncle, enriquits gràcies al comerç, el 1687 havien aconseguit comprar la inscripció al Llibre d'Or de la noblesa veneciana per cent mil ducats.
Carlo va ser educat pels jesuïtes a Bolonya, al col·legi de Sant Francesc Xavier. Tornat a Venècia, va estudiar teologia dogmàtica i jurisprudència. Es va graduar a la Universitat de Pàdua in utroque iure el 30 de setembre de 1713. Havent arribat als 21 anys, va obtenir la custòdia in commendam de l'abadia de Summaga. Després es va traslladar a Roma, on va exercir l'advocacia sota la direcció de Giacomo Lanfredini (un famós advocat a l'època, més tard creat cardenal). Les frases que va escriure es van publicar l'any 1759 en tres volums (Decisiones S. Rotae Romanae coram R.P.D.C. Rezzonico, Romae 1759).
El 28 de maig de 1716 ingressà a la prelatura, el primer rang de la seva carrera dins la cúria romana. El 23 de desembre de 1731 va rebre les ordes sagrats.
Va ser creat cardenal per Climent XII l'any 1737, gràcies al suport decisiu de Neri Corsini, que va professar ser amic de l'aspirant cardenal. El 1743 va ser nomenat bisbe de Pàdua, càrrec que va ocupar fins a la seva elecció al tron pontifici.

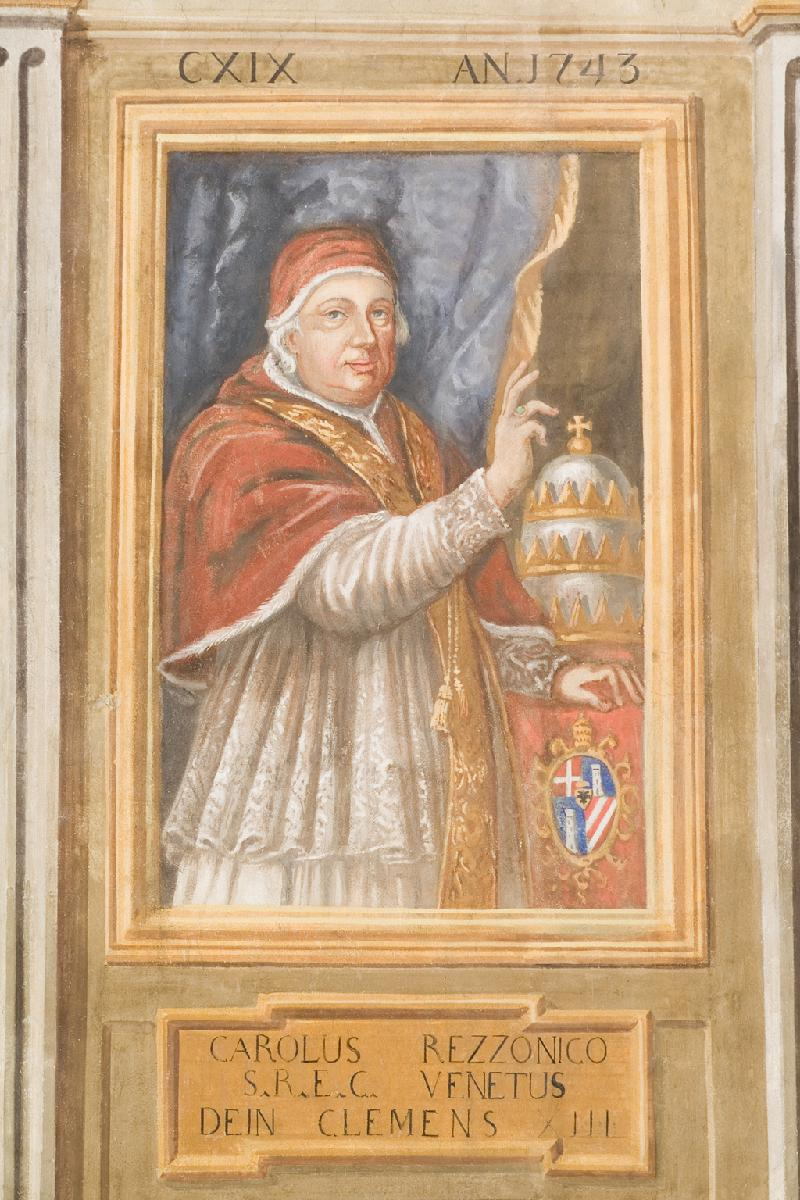
Zona veneciana - Retrat del bisbe Rezzonico - Palau Episcopal - Pàdua

Ja abans de prendre possessió de la diòcesi, Rezzonico va enviar una carta pastoral plena de bones intencions d'acord amb els dictats del Concili de Trento. Inspirant-se en sant Carles Borromeu i sant Gregori Barbarigo, s'ocupà amb gran fervor de la cura de les ànimes, realitzant nombroses visites pastorals i recomanant al clergat el comportament i la sobrietat adequades als eclesiàstics. La conducta del bisbe, dictada pel zel pur i cristià, va ser recompensada amb el sobrenom de "el sant" pels paduans, que el comparaven amb el patró de la ciutat, sant Antoni. El resultat més que positiu també va ser comentat pel Papa Benet XIV, a qui succeirà:
| « | El cardenal Rezzonico, bisbe de Pàdua, és absolutament el prelat més digne que tenim a Itàlia. Viu amb els seus béns; els ingressos eclesiàstics es gasten únicament en benefici dels pobres i de l'Església. Malgrat la seva complexió fràgil, és incansable a les visites i a totes les altres funcions episcopals; al seu palau es viu com en un claustre, de tal manera que la seva elecció, que inicialment no va ser aplaudida pels venecians pel fet de ser de família novament unida a la seva noblesa, és avui beneïda per la República. amb un cor complet.. | » |

El bisbe va convocar un sínode diocesà i va fer restaurar el seminari. Va tenir un important paper de mediació entre la República de Venècia i l'emperador del Sacre Imperi Romanogermànic en la qüestió d'Aquileia (la disputa sobre els límits del Patriarcat, és a dir, fins a on el Patriarcat exercia la seva jurisdicció). Aquileia era la seu del Patriarcat i la ciutat era un feu imperial. El bisbe, però, residia a Udine, és a dir, a la República de Venècia. Segons l'emperador, el bisbe hauria d'haver residit a Aquileia. La Sereníssima es va oposar decididament a aquesta solució i, en canvi, va defensar la supressió del Patriarcat i la seva substitució per una càtedra episcopal que s'erigís a Udine. Rezzonico va ser escollit per Venècia per actuar com a mediador entre l'Església i l'ambaixador austríac. Les negociacions van durar dos anys (1749-1751), al final dels quals la Santa Seu va decidir suprimir el Patriarcat i crear dos nous bisbats, un a Udine i un altre a Gorizia (bulla del 6 de juliol de 1751).
Carlo Rezzonico va participar en dos conclaves: el de 1740 i el de 1758, que el va veure elegit.

### Historial de tasques
- 28 de maig de 1716: és Protonotari dels participants;
- 21 de maig de 1716 – 12 de juliol de 1721: governador de Rieti (nomenament de Climent XI);
- 12 de juliol de 1721: és governador de Fano;
- 1723 : és membre del Sagrat Consell (nomenament d'Innocenci XIII);
- 1729: és auditor venecià a la Sacra Rota;
- 20 de desembre de 1737 : és cardenal diaca; el 27 de gener de 1738 va assumir el títol de San Nicola in Carcere;
- Durant el seu cardenalat va ser membre de diverses Congregacions: del Sagrat Consell, "de Propaganda Fide", de la Visita Apostòlica, dels Bisbes i Regulars i de la Fàbrica de Sant Pere;
- 11 de març de 1743 – 6 de juliol de 1758: bisbe de Pàdua (consagrat bisbe el 19 de març de 1743 per Benet XIV);
- 15 de maig de 1747 - 17 de febrer de 1755: opta pel títol presbiteral de Santa Maria in Ara Coeli;
- 17 de febrer de 1755 – 6 de juliol de 1758: opta pel títol de San Marco;
- 6 de juliol de 1758: elegit pontífex romà.

### El conclave de 1758

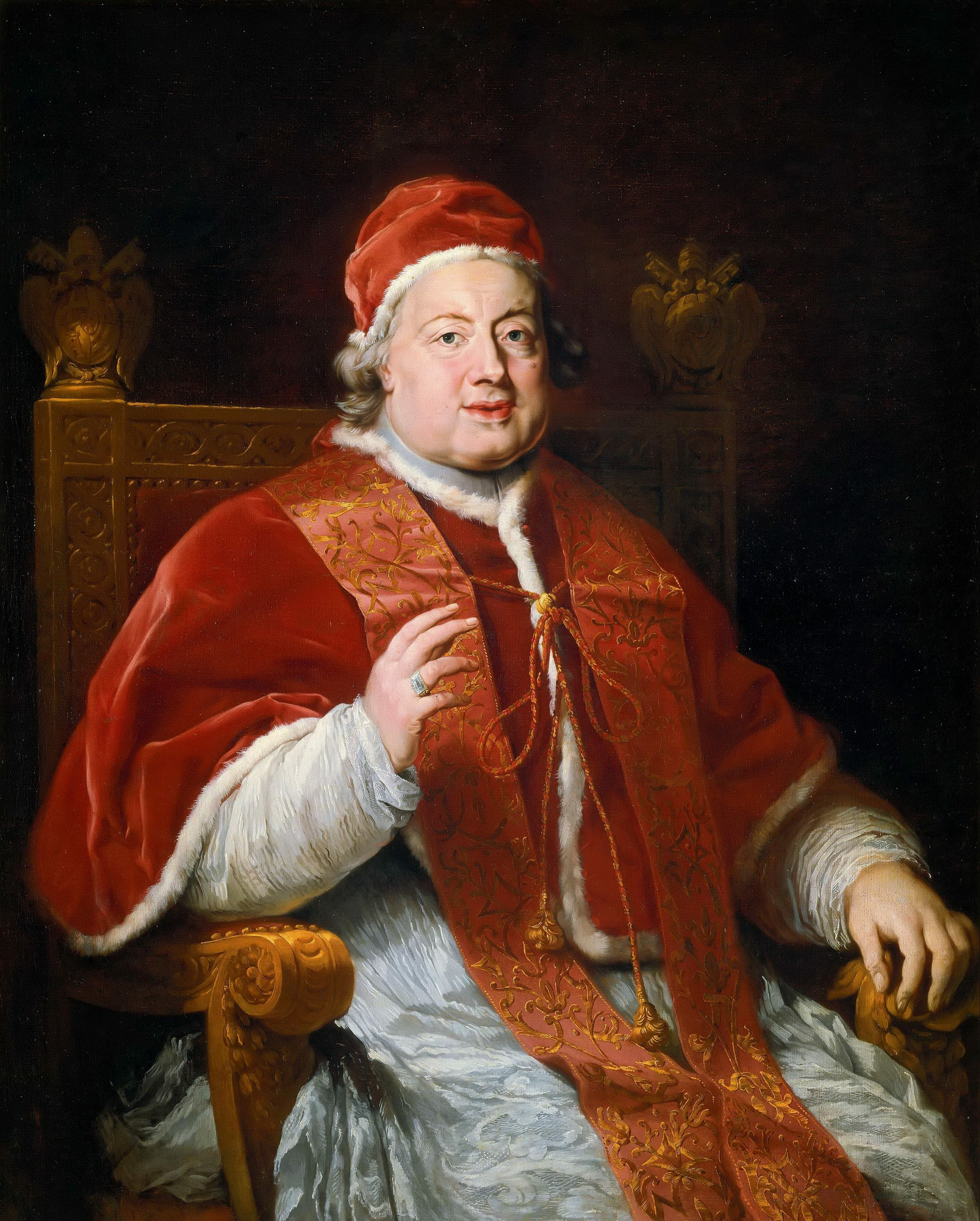
Retrat conservat als Museus Vaticans

El conclave va començar el 15 de maig i va durar poc menys de dos mesos. El ple del col·legi de cardenals estava format per 47 cardenals. Només 27 cardenals van ser presents a la primera ronda. En l'última votació van participar 44 cardenals. El rei francès Lluís XV, a petició del cardenal Paul d'Albert de Luynes, va vetar Carlo Alberto Guidobono Cavalchini.
Climent XIII va ser elegit papa el 6 de juliol de 1758 al Palau Apostòlic i va ser consagrat pel cardenal Alessandro Albani el 16 de juliol.
Dos retrats del nou pontífex elegit, respectivament assegut al tron i al seu estudi, van ser pintats per Anton Raphael Mengs.
Tan bon punt la seva mare es va assabentar de la nominació del seu fill com a papa, va morir d'emoció el 8 de juliol.

### El pontificat

#### Relacions amb les institucions de l'Església
Companyia de Jesús

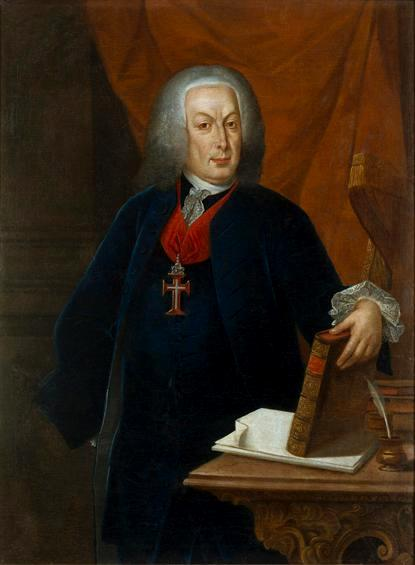
Sebastião José de Carvalho e Melo, també conegut com el marquès de Pombal, va ser l'oponent més formidable dels jesuïtes al tauler d'escacs europeu.

El predecessor Benet XIV havia estat testimoni de l'augment de diverses controvèrsies a Europa sobre la Companyia de Jesús en els seus últims anys. El clima contra els jesuïtes va empitjorar durant el pontificat clementí. El 3 de setembre de 1758 va tenir lloc a Lisboa un atac fallit contra el rei de Portugal Josep I. L'any següent els jesuïtes, acusats d'haver complotat contra el rei, foren expulsats del país lusità (16 de setembre de 1759). El pontífex va expressar la seva oposició i va convocar l'ambaixador portuguès a la Santa Seu, però el rei de Portugal al seu torn va convocar el nunci Filippo Acciaiuoli, ordenant-li que tornés a Roma. Les relacions diplomàtiques entre la Santa Seu i Portugal es van trencar.
A França, el Parlament de París va iniciar la pressió per obtenir l'expulsió dels jesuïtes a la primavera de 1761 i va publicar extractes dels escrits jesuïtes, els Extraits des assertions que, mutilats i extrets de context, certament van proporcionar munició als opositors a la jesuïtes. Tot i que una congregació de bisbes reunida a París el desembre de 1761 va recomanar cap acció, Lluís XV va emetre una ordre reial que permetia que la Companyia romangués al regne, sempre que certs canvis essencialment liberalitzadors dins de la institució satisfessin el Parlament, amb un vicari general dels jesuïtes francesos. qui havia de ser independent del General a Roma. A l'arrêt del 2 d'agost de 1762, amb el qual el Parlament va suprimir els jesuïtes a França, imposant condicions inacceptables, Climent va respondre amb una protesta contra la invasió dels drets de l'Església, i va anul·lar l'arrêt. Quan el Papa va anul·lar la decisió del Parlament, la política francesa va ressentir la intervenció de Roma en els afers interns del país. L'1 de desembre de 1764 l'activitat dels jesuïtes va ser prohibida a tota França per decret de Lluís XV. El 7 de gener de 1765 Climent XIII va publicar la butlla Apostolicum pascendi munus on confirmava el suport de l'Església a la Companyia de Jesús.
El 3 d'abril de 1767 els jesuïtes foren desterrats d'Espanya, el 3 de novembre del mateix any del Regne de Nàpols. A Espanya totes les cases dels jesuïtes foren envoltades, els ocupants detinguts i embarcats amb la roba que portaven, en vaixells amb destinació a Civitavecchia.
Els jesuïtes expulsats de França i Espanya van ser acollits pel rei de Prússia Frederic II al seu estat. Gràcies també al compromís dels jesuïtes, Prússia va ser la primera nació a organitzar l'educació en tres cicles (primària, secundària i superior) i a introduir l'ensenyament obligatori.
Esglésies de ritu oriental
L'any 1760 el pontífex va ser cridat per resoldre una polèmica al si de l'Església grega catòlica melquita: el sínode local havia elegit Michel Jawhar, Basilian Salvatorian, el besnét del difunt patriarca Ciril VI Tanas, patriarca d'Antioquia dels Melquites. Però els soarites basilians van protestar contra les eleccions, impugnant-ne la legitimitat. Climent XIII va anul·lar l'elecció de Jawhar i l'1 d'agost de 1760 va nomenar el soarita Maximus II Hakim com a patriarca en el seu lloc .

#### Ordres i congregacions monàstiques
- Amb una butlla del 18 de gener de 1766 va erigir el monestir de Monte Oliveto Maggiore en una abadia territorial (és a dir, el va declarar exempt de qualsevol jurisdicció) .
- El 1769, a petició del duc de Mòdena, va suprimir el monestir de Nonantola[6][7]
- El 1753 el pontífex va aprovar la congregació dels antonians armenis i els va regalar el palau Cesi[8]
- L'any 1760 va finançar les obres de construcció de la nova seu de la congregació dels Pius Obrers Catequistes Rurals.

#### Decisions sobre qüestions doctrinals
- El 2 de desembre de 1758 va condemnar l'obra Histoire du Peuple de Dieu d'Isaac-Joseph Berruyer, inclosa a l'Índex de llibres prohibits;
- El 5 de març de 1759 va condemnar la ja famosa Encyclopédie, amb l'addició d'una excomunió per als seus lectors. El 3 de setembre de 1759, el papa Climent XIII va advertir a tots els catòlics propietaris de l'obra: si no la feien cremar per cap sacerdot, incorrerien en excomunió;[9]
- El mateix any, De l'Esprit de Claude-Adrien Helvétius també va ser inclosa a l'Índex ;
- El 27 de febrer de 1764 va condemnar l'obra De statu ecclesiae et legitimate potestate romani pontificis del canonista alemany Justinus Febronius, el sistema de pensament del qual s'anomenava febronianisme. Febronius considerava el papa no com el cim de l'Església, sinó com un "primer entre iguals" ” (primus inter pares);[10]
- El 25 de novembre de 1766, el pontífex publica l'encíclica Christianae Reipublicae amb la qual condemna totes les publicacions que no s'ajusten al dogma catòlic.

#### Decisions sobre qüestions litúrgiques
- El febrer de 1765 Climent XIII va autoritzar el culte litúrgic al Sagrat Cor de Jesús per a tota Polònia i per a l'Arxiconfraria romana de Sant Teodor;
- El 23 de juliol del mateix any el pontífex va estendre l'indulgència plenària per a l'exposició del Santíssim Sagrament a totes les esglésies del món catòlic.[11]

#### Altres decisions
- El 19 d'agost de 1758, amb el breu Carissima in Christo filia, atorgà el títol de «Majestat apostòlica» a l'emperadriu Maria Teresa I d'Àustria i als seus descendents[12]
- Climent XIII va concedir la Rosa d'Or al dux de Venècia Francesco Loredan[13]

#### Relacions amb els monarques europeus
El 16 de gener de 1768 s'aproven algunes mesures contra els interessos de l'Església al Ducat de Parma: s'introdueix l'exequatur, es donà al govern l'imprimatur dels decrets de la Inquisició i, sobretot, es prohibeix el recurs als tribunals d'altres Estats, primer i principal lloc a la de Roma. La resposta del pontífex va ser immediata i impulsiva: el 30 de gener va emetre una forta protesta (Monitorium) contra la política del govern de Parma i va imposar l'excomunió al ministre del duc, el francès Tillot, autor de les mesures. En resposta, el duc Carles III va decidir expulsar els jesuïtes (7 de febrer)
La decisió sobtada del Papa va empitjorar la situació. Els regnes borbònics de França i Nàpols es van posar del costat dels seus parents. Van enviar la petició conjunta de suspensió de l'excomunió a Roma. Però el papa va voler arribar al punt de l'enfrontament i no va tornar enrere en la seva decisió. Havent obtingut una resposta negativa, van procedir a ocupar Avinyó i el Comtat Venaissí , antics feus de la Santa Seu a la terra de França, i posteriorment els enclavaments de Benevent i Pontecorvo en territori napolità.
L'any 1769 la Santa Seu va rebre la sol·licitud oficial de dissolució de la Companyia de Jesús dels ambaixadors: francès (18 de gener), espanyol (20 de gener) i napolità (22 de gener). Conduït als extrems, Clement va acceptar convocar un consistori especial per considerar la decisió; es va convocar per al 2 de febrer de 1769, però el pontífex va morir abans que tingués lloc.

#### Climent XIII i la cultura
- El 1761 el pontífex va aprovar la creació del "Museu Profà", una col·lecció d'objectes d'art romà de temes no religiosos. Instal·lada en una sala de la Galeria Clementina, la col·lecció es va inaugurar l'any 1767.[15] El 1765 va comprar les estàtues romanes de dos centaures , els anomenats Centaures Furietti, i el mosaic amb coloms, descobert a la Vil·la Hadriana a Tívoli, per col·locar-los al Museu Capitolí.
- Va mostrar un interès particular per la Biblioteca Vaticana i va patrocinar Giovanni Battista Piranesi.[14]
- El pontífex va ordenar cobrir les parts íntimes dels temes representats al Vaticà , tant en estàtues com en pintures . Les estàtues van ser emasculades i les parts íntimes dels frescos de la Capella Sixtina van ser cobertes de pintura.[16][17] La disposició va despertar vives crítiques per part del gran arqueòleg i prefecte papal de les antiguitats, l'alemany Johann Joachim Winckelmann;[18] també va ser comentat de manera humorística pel poeta Giorgio Baffo, compatriota del pontífex, en un sonet.

Obres creades a Roma

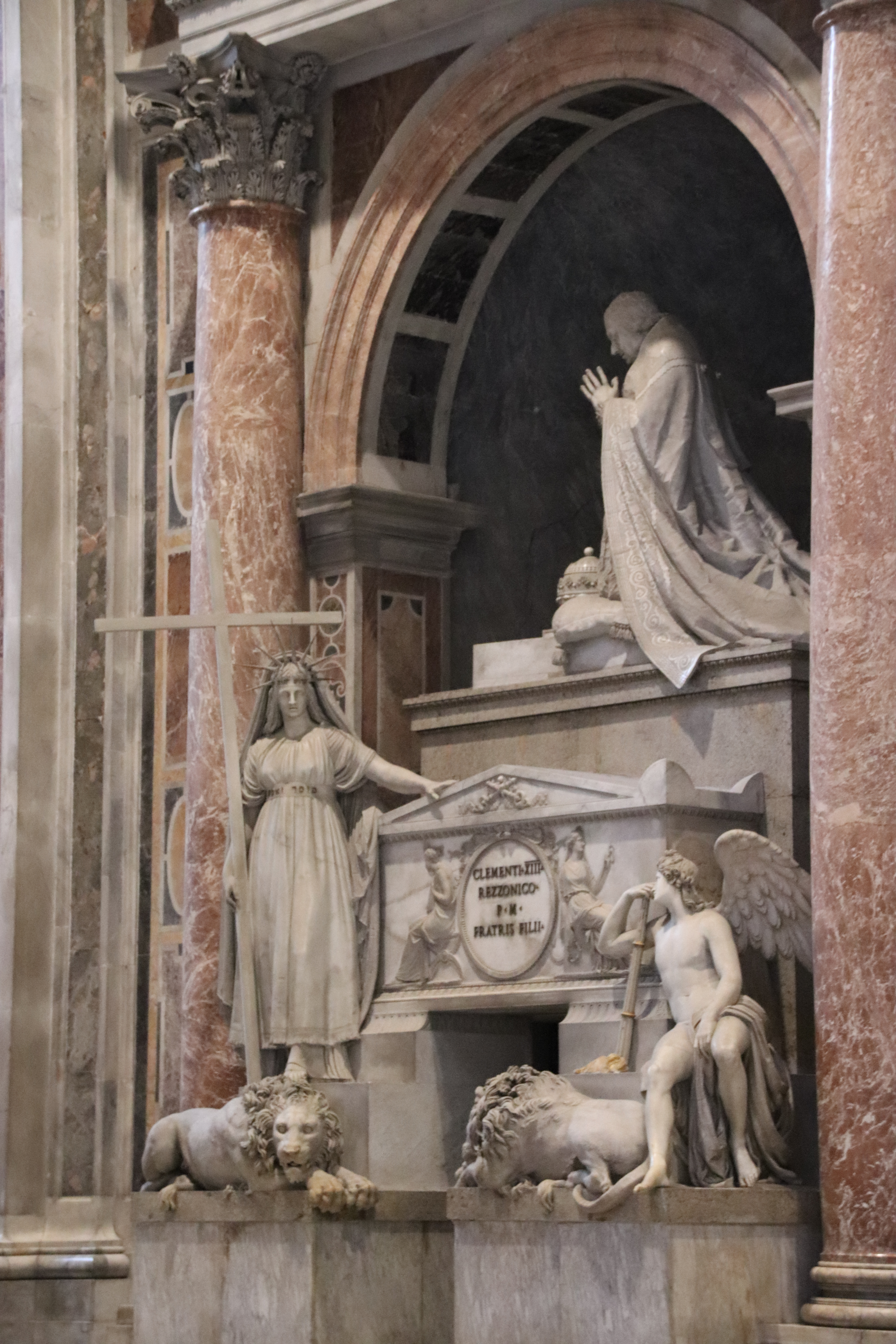
Monument funerari del papa Climent XIII.

- El 1759 Climent XIII va completar les obres del Palazzo Madama ampliant la plaça del davant;[19]
- La tarda del 22 de maig de 1762 el pontífex inaugurà definitivament la monumental Fontana di Trevi;
- El 1763 va crear magatzems d'oli al soterrani dels graners de l'annona pontifícia a les Termes de Dioclecià, construïdes el 1575 per Gregori XIII;
- El 1761 va fer ampliar el port de Civitavecchia amb nous magatzems i el moll de "Calata Maggiore". El 1764 va ampliar la ciutat;
- El 1769 va fer restaurar el Col·legi Grec de Sant Atanasi (fundat per Gregori XIII)[19]

#### Consistoris per a la creació de nous cardenals
El papa Climent XIII durant el seu pontificat va crear 52 cardenals durant 7 consistoris diferents.
Malgrat un decret de 1692 d'Innocenci XII que prohibeix al pontífex atorgar la porpra a un parent, Climent XII va nomenar cardenal el seu nebot Carlo Rezzonico.

#### Diòcesis creades per Climent XIII
Diòcesis d enova creació
- Vicariat apostòlic d'Alep (per als fidels de ritu llatí a Síria) - 27 de juny de 1762:

Restauracions
- Bisbat d'Esglésies (ja existent des dels segles IV-V , aleshores unida a la de Càller el 1514) - 18 de maig de 1763:

Prefectures apostòliques
- Senegal (el territori va ser extret a la diòcesi portuguesa de Funchal) - 1763
- Illes de Sant-Pierre i Miquelon (el territori va ser obtingut de la diòcesi de Quebec) - 1763

#### Encícliques del pontificat
El papa Climent XIII, durant el seu pontificat, va escriure 6 encícliques .
- I A quo die - 14 de setembre de 1758
- II Cum primum - 17 de setembre de 1759
- III Appetente sacro - 20 de desembre de 1759
- IV In dominico agro - 14 de juny de 1761
- V Quam graviter - 25 de juny de 1766
- VI Christianae reipublicae - 25 de novembre de 1766

#### Beatificacions i canonitzacions
Beatificacions
- Gregorio Barbarigo (1625-1697), cardenal, bisbe de Bèrgam i de Pàdua - 20 de setembre de 1761[20]
- Simone de Rojas (1552-1624), prevere de l'orde de la Santíssima Trinitat - 19 de maig de 1766[21]
- Bernardo da Corleone (1605-1667), religiós de l'orde dels Frares Menors Caputxins - 15 de maig de 1768[22]

Beatificacions equivalents
- 11 de juliol de 1759
  - Antonio Migliorati (1355-1450), prevere de l'orde de Sant Agustí[23]
  - Antonio dell'Aquila († 1494), prevere de l'orde de Sant Agustí[23]
  - Agostino Novello († 1309), prevere de l'orde de Sant Agustí[24]
- 15 d'abril de 1760
  - Sebastiano Maggi (1414-1496), prevere de l'Orde de Predicadors[25]
- 10 d'agost de 1760
  - Pietro da Mogliano (1442-1490), prevere de l'orde de Frares Menors[26]
- 7 marzo 1761
  - Angelo Agostino Mazzinghi († 1438), prevere de l'orde carmelita[27]
- 22 de juliol de 1761
  - Giacomo Filippo Bertoni (1454-1483), prevere dels Servents de Maria[28]
- 16 de setembre de 1761
  - Clemente da Osimo († 1291), prevere de l'orde de Sant Agustí[29]
- 19 de novembre de 1763
  - Beatriu d'Este († 1226), religiosa, fundadora del monestir de les benedictines de Gemmola[30]
- 18 de febrer de 1764
  - Vincenzo Kadłubek († 1223), bisbe cistercenc de Cracòvia[31]
  - Andrea da Montereale (1397-1479), prevere de l'orde de Sant Agustí[32]
- 5 de desembre de 1764
  - Giovanni Marinoni (1490-1562), prevere dels Clergues regulars teatins[33]
- 6 de febrer de 1765
  - Benvenuta Boiani (1255-1292), religiosa del Tercer orde de la penitència de Sant Domènec[34]
- 27 de juliol de 1765
  - Mattia Nazzareni († 1320), abadessa de les clarisses de Matelica[35]
- 19 de juliol de 1766
  - Elisabetta Achler (1386-1420), religiosa del Tercer orde de Sant Francesc[36]
- 27 d'agost de 1766
  - Filippo da Piacenza († 1306), prevere de l'orde de Sant Agustí[37]
- 22 de febrer de 1767
  - Mateu Guimerà d'Agrigent († 1450), bisbe franciscans d'Agrigent[35]
  - Antonio Neyrot († 1460), prevere de l'orde de predicadors, màrtir[38]
- 30 d'abril de 1768
  - Angela Merici (1470-1540), religiosa, fundadlora de l'orde de Santa Úrsula[39]
- 10 de desembre de 1768
  - Tommaso da Orvieto († 1343), religiós dels Servents de Maria[40]

Canonitzacions
- 16 de juliol de 1767:
  - Gerolamo Emiliani (1486-1537), fundador dels Clergues Regulars de Somasca;[41]
  - Jeanne-Françoise Frémiot de Chantal (1572-1641), viuda, fundadora de l'orde de la Visitació de Santa Maria;[41]
  - Joan de Kęty (1320 circa - 1437), prevere;[42]
  - Josep de Calassanç (1558-1648), prevere, fundador dels Clergues regulars pobres de la Mare de Déu de les Escoles Pies;[42]
  - Josep de Copertino (1603-1663), prevere profès de l'orde de Frares Menors Conventuals;[42]
  - Serafino da Montegranaro (1540-1604), religiós de l'orde dels Frares Menors Caputxins.[42]

### Mort i enterrament
Climent XIII va morir el 2 de febrer de 1769 a Roma d'un ictus. Va ser enterrat a la Basílica Vaticana.
El seu monument funerari va ser encarregat per la família i creat per Antonio Canova. El Papa està representat agenollat en pregària, entre l'estàtua de la Religió i un geni funerari. A sota dos esplèndids lleons enfrontats. Al mateix temps, els germans Rezzonico també van fer erigir una estàtua del Papa el 1786 a Prato della Valle, Pàdua.